# Rudolf de la Vigne
Rudolf „Bella“ de la Vigne (* 23. Dezember 1920 in Böhmisch Leipa, Tschechoslowakei; † Januar 2004) war ein deutscher Fußballspieler. Er ist der Spieler, der für den VfR Mannheim die meisten Begegnungen in der Oberliga Süd bestritten hat. 1949 wurde er mit den „Monnemer Rasensportlern“ Deutscher Meister.

## Krieg und Gefangenschaft statt Fußballkarriere
De la Vigne, dessen Familienname auf seine hugenottischen Vorfahren hinweist, wuchs im Sudetenland auf und spielte als Kind und Jugendlicher zunächst beim Deutschen Sportverein Böhmisch Leipa, anschließend im benachbarten Nový Bor beim Deutschen Sportclub Haida Fußball. Laut Knieriem/Grüne soll er in der Saison 1938/39 – seine Heimat war infolge des Münchner Abkommens von September 1938 gerade „ins Reich heimgekehrt“ – für den Warnsdorfer FK angetreten sein und mit diesem als Meister der neugeschaffenen Gauliga Sudetenland die Endrunde zur deutschen Meisterschaft erreicht haben. Falls der 18-jährige Rudolf – und nicht sein älterer Bruder – tatsächlich dort spielte, konnte auch er nicht verhindern, dass der WFK in den vier Vorrunden-Gruppenspielen gegen Dresdner SC und Schweinfurt 05 vier deutliche Niederlagen kassierte.
Mit 18 oder 19 Jahren zur Wehrmacht eingezogen, erhielt er eine Ausbildung zum Fallschirmjäger und geriet schon im Mai 1940 während des Westfeldzuges in Rotterdam in Gefangenschaft. Über Großbritannien wurde er nach Kanada in ein Internierungslager, das Camp 133, verbracht. Dort lernte er in den folgenden Jahren mit Henninger, Jöckel, Langlotz, Müller und Senck mehrere Mannheimer Fußballer kennen, die gemeinsam in Nordafrika in Kriegsgefangenschaft geraten waren und mit denen er im Lager häufig zusammen kickte. Diese verpassten ihm auch den Spitznamen „Bella“, den er bis zu seinem Karriereende behielt: sein Familienname war ihnen zu lang und schwierig auszusprechen. Im Februar 1946, nach fast sechs Jahren im Camp 133, wurde de la Vigne entlassen und fand sich zunächst in Norddeutschland auf dem damals britischen Munster-Lager wieder. Eine Rückkehr in das inzwischen wieder tschechische Sudetenland war für einen „Reichsdeutschen“ praktisch unmöglich und erschien ihm persönlich nicht sonderlich attraktiv, zumal inzwischen auch sein Vater nicht mehr dort lebte. Deswegen machte er sich auf den Weg in das zu über 80 % kriegszerstörte Mannheim, wo er einzelne Mitgefangene wiedertraf und mit ihnen zusammen beim VfR die Fußballschuhe schnürte. Diese Gruppe von Spielern bekam schnell den Beinamen „die Kanadier“. Daneben begann er eine kaufmännische Lehre.

## Die Oberligajahre

### Debüt und erste Erfolge
Der VfR Mannheim gehörte ab der Saison 1945/46 zur neugeschaffenen Oberliga Süd, bis zur Einführung der Bundesliga die höchste deutsche Spielklasse, und darin machte Rudolf de la Vigne bald auf sich aufmerksam – eine beachtliche Leistung für jemanden, der überhaupt erst mit 26 Jahren im Ligafußball debütiert hatte. Seine erste Oberligapartie bestritt er vermutlich am 1. Juni 1947, dem 33. Spieltag, im Lokalderby gegen den SV Waldhof, das die Rasensportler auf eigenem Platz mit 0:3 verloren. Sein erster Treffer gelang ihm 14 Tage später, wiederum in einem Derby, bei dem der VfR diesmal die Oberhand behielt (3:1 gegen den VfL Neckarau).
In den Mannschaftsaufstellungen tauchte der Name de la Vigne zwar meist auf der Linksaußenposition auf, er war aber eher ein Spielmacher als ein an der Seitenlinie klebender Flügelstürmer. Dabei kam ihm, wie es in einem Zeitungsbericht von 1949 heißt, seine „subtile Technik“ zugute; seine Spielweise wurde als „ästhetisch“ beschrieben, zudem war er außerordentlich torgefährlich.
Sportlich riss der VfR bis 1948 zwar keine Bäume aus – er landete auf den Plätzen 14, 12 und 8 –, aber wenigstens de la Vigne reüssierte in seiner ersten kompletten Saison 1947/48, als er mit 21 Treffern auf Platz 5 der Torjägerliste stand. Am Ende dieser Spielzeit sorgte weniger das sportliche Geschehen als vielmehr die Währungsreform, also die Umstellung der wertlosen Reichsmark auf die DM am 21. Juni 1948, bei manchem Fußballklub für finanzielle Turbulenzen, denn obwohl der DFB den Status des „Vertragsspielers“ erst bei seiner Wiedergründung im Januar 1950 legalisierte, waren Oberligakicker auch vorher schon keine reinen Amateure mehr. Unter anderem um den Vereinen unter die Arme greifen zu können, war im Mai 1948 in Württemberg-Baden die staatliche Toto GmbH gegründet worden. Auf deren erstem Wettschein stand am 15./16. Mai 1948 das Mannheimer Derby zwischen dem SVW und dem VfR als Spiel 1 an oberster Stelle.

### 1948/49: Fünf „Kanadier“ werden Deutscher Meister
Im Jahr darauf wurde Mannheim, wenn auch deutlich von den Offenbacher Kickers distanziert, Oberliga-Zweiter, was zur Teilnahme an der Endrunde um die deutsche Meisterschaft berechtigte. Im Viertelfinale bezwang der möglicherweise unterschätzte VfR den Hamburger SV im Frankfurter Waldstadion sensationell hoch mit 5:0; de la Vigne hatte den Torreigen eröffnet. Darin bewährte sich auch die offensive Ausrichtung, die Trainer Hans „Bumbes“ Schmidt seiner Mannschaft mit der einfachen Fußballweisheit näherbrachte: „Leute, nach vorn orientieren! Wenn der Ball in des Gegners Hälfte ist, dann kann bei uns kein Tor fallen“. Im Halbfinale bekam sein Team es mit den Offenbachern zu tun, gegen die man in der Oberliga zweimal remisiert hatte. Die Partie fand in der Gelsenkirchener Glückauf-Kampfbahn statt, und diesmal schoss der Linksaußen den letzten Treffer der Begegnung – sein 2:1 bedeutete gleichzeitig den überraschenden Finaleinzug der Mannheimer Elf.
Auch gegen den Endspielgegner Borussia Dortmund galten die Kurpfälzer als Außenseiter, obwohl Fußballinteressierte in ganz Deutschland inzwischen insbesondere auf die fünf Angreifer (neben de la Vigne stürmten Fritz Bolleyer, Ernst Langlotz, Ernst Löttke und Kurt Stiefvater), aber auch auf den Mittelläufer Kurt Keuerleber aufmerksam geworden waren. Der VfR hatte sich nahe dem Austragungsort Stuttgart in einem dreitägigen Trainingslager, für das die meist berufstätigen Kicker Urlaub nehmen mussten, extra auf dieses Spiel vorbereitet. Damit wollte Trainer Schmidt seine Schützlinge vor der Euphorie abschotten, die sich in Mannheim von Erfolg zu Erfolg weiter ausgebreitet hatte. Am Endspielwochenende selbst herrschte zwischen Rhein und Neckar der Ausnahmezustand: über die Autobahn zog eine endlose Karawane von Krafträdern, Bussen, Lastwagen und vereinzelt auch Pkw, und die Reichsbahn stellte alleine ab Mannheim 25 Sonderzüge bereit. Stuttgarts US-Stadtkommandant Hoover hatte für diese beiden Tage die Sperrstunde für Läden und Gastwirtschaften sowie den Lebensmittelkartenzwang außer Kraft gesetzt; die erst wieder im Aufbau befindliche Stadionwirtschaft bot für 3 DM Verpflegungstüten an (Inhalt: zwei Limonaden, ein Ei, ein Brötchen, Waffeln, Lutschbonbons und Kaugummi) und auf den Straßen wurden die raren „Ami-Zigaretten“ in großen Mengen verkauft.
An einem brütend heißen Julisonntag – das Spiel ging als „Stuttgarter Hitzeschlacht“ in die Annalen ein – konnte der VfR zweimal die Dortmunder Führung egalisieren, so dass die ca. 92.000 Zuschauer im überfüllten Neckarstadion (offiziell waren 89.420 Karten verkauft worden) für ihr Eintrittsgeld noch eine 30-minütige Zugabe erhielten. De la Vigne führte in dieser enorm kräftezehrenden Partie auch dann noch Regie, als sich hüben wie drüben mancher Spieler immer häufiger bei den Wassereimern neben der Seitenlinie aufhielt: „Durch sein geschicktes Spiel zieht er immer wieder zwei, drei Borussen auf sich, ist sehr schnell am Ball und im Erfassen der Situation. Schanko taucht überall auf, wechselt von links nach rechts, um unter allen Umständen de la Vigne, den Wirbelwind im Mannheimer Sturm, zu halten. Im Torschuß hat er wenig Glück, aber er füttert seine Sturmkollegen unermüdlich mit Vorlagen und Querpässen.“ – und einen von diesen verlängerte Bolleyer zu Löttke, der in der 108. Minute volley zum entscheidenden 3:2 verwertete, so dass die Kurpfälzer anschließend auch noch den überdimensionierten Siegerkranz auf mehreren Ehrenrunden durch die Sonnenglut tragen mussten.
Die Stadt Mannheim bereitete den Kickern nach ihrer Rückkehr einen triumphalen Empfang, bei dem Spieler, Trainer und Betreuer in offenen Wagen durch die zerbombten Ruinen der Innenstadt zu ihrem Stadion, dem Sportplatz an den Brauereien, gefahren wurden; die Straßenränder waren schwarz vor applaudierenden Menschen. Die Fotos von diesem Autokorso veranschaulichen die Bedeutung, die der Fußball für viele Deutsche in den Nachkriegsjahren als Möglichkeit, sich vom schwierigen Alltag der Wiederaufbauzeit einige Stunden lang abzulenken, darstellte.
Der VfR belohnte seine Endspielhelden mit einer Siegprämie von je 650 DM. Von den „Kanadiern“ standen außer „Bella“ und Langlotz auch noch Torhüter Hermann Jöckel, Verteidiger Philipp Henninger und Außenläufer Jakob Müller in der Meistermannschaft.

### Als „Tscheche Adamowski“ bei Racing Strasbourg
In der Spielzeit 1949/50 qualifizierte sich der VfR Mannheim wiederum für die Endrunde um die deutsche Meisterschaft, und daran hatte de la Vigne nicht nur wegen seiner 16 Treffer (Platz 4 der Torjägerliste) erneut großen Anteil, obwohl er vom süddeutschen Fußballausschuss für vier Wochen gesperrt worden war – und zwar wegen „Wildspielens“: als Vertragsspieler durfte er zwar offiziell maximal 320 D-Mark brutto verdienen, aber als ihm der Mannheimer Ex-Frankreich-Profi Oskar Rohr anbot, für einen namhaften Betrag als Gastkicker bei Racing Strasbourg anzutreten, machte er sich auf die damals noch beschwerliche Reise über mehrere Grenzen – von der amerikanischen Besatzungszone durch die französische ins Saarland und von dort aus nach Frankreich. Anfang November 1949 spielte er in einer Freundschaftsbegegnung im Stade de la Meinau als „tschechischer Gastspieler Adamowski“ für die Elsässer gegen Lokomotiva Zagreb. Die Geschichte flog auf – dazu war Rudolf de la Vigne, der deutsche Meister, schon zu bekannt –, und außer mit der Spielsperre bezahlte er den Ausflug auch noch mit 20 Mark Geldstrafe. Sein Verein vermittelte ihm daraufhin einen kleinen Kredit, mit dem er einen Tabakladen mit Lotto- und Wäschereiannahme in Q 1, also bester Mannheimer Innenstadtlage, erwerben und in dem man ihn die nächsten dreieinhalb Jahrzehnte auch persönlich antreffen konnte, wenn er nicht gerade in Sachen Fußball unterwegs war. Diese zusätzliche wirtschaftliche Absicherung ließ in der Folge bei de la Vigne keine Abwanderungspläne mehr aufkommen, auch wenn „ein Vermögen mit Fußballspielen in den vierziger und fünfziger Jahren nicht zu verdienen [war]. Doch angesehen waren wir in Mannheim allenthalben, auch Vorbilder für die Jugend“.
Ob ihn diese Eskapade möglicherweise auch Berufungen in die Nationalelf des DFB gekostet hat, ist schwer zu klären; als diese im November 1950 ihr erstes Nachkriegsländerspiel bestritt, war er immerhin schon fast 30 und die Position des Spielgestalters beim Bundestrainer Herberger ohnehin fest an Fritz Walter vergeben. Andererseits gehörte „Bella“ als einer von fünf Flügelstürmern – die anderen waren Blessing vom VfB Stuttgart, „Fiffi“ Gerritzen (VfB Oldenburg), Berni Klodt (STV Horst-Emscher) sowie mit Herbert Erdmann der zweifache Dortmunder Torschütze des 1949er Endspiels – zu den 30 Spielern, die der „Bundessepp“ wenige Tage vor de la Vignes Elsassausflug zu einem Sichtungslehrgang berufen hatte und aus denen er eine neue Nationalmannschaft zu formen beabsichtigte. Insofern bleibt auch fraglich, ob de la Vignes spätere Vermutung, der Bundestrainer habe ihn persönlich nicht gemocht, mehr als nur ein subjektiver Eindruck ist.

### 1949/50: Erneute Endrundenteilnahme
In der Endrunde um die deutsche Meisterschaft im Sommer 1950 traf der VfR, obwohl nur Tabellenvierter – aus den Oberligen West und Süd qualifizierten sich in diesem Jahr je vier Mannschaften –, zunächst in Gladbeck auf den Endspielgegner des Vorjahres; dank zweier Tore von de la Vigne fiel diesmal der Sieg über die Dortmunder Borussen (3:1) etwas leichter. In der in Frankfurt ausgetragenen Zwischenrundenpartie allerdings brachte der Torwart der gegnerischen Preußen Dellbrück, der spätere Nationalkeeper Fritz Herkenrath, die Stürmer des Titelverteidigers wiederholt zur Verzweiflung, ließ nur den Anschlusstreffer zum 1:2 zu und verhinderte damit, dass im Halbfinale vier süddeutsche Oberligisten den Kuchen alleine unter sich verteilten. De la Vigne hatte zudem mit Hermann Drost einen Gegenspieler, der ihm während des Spiels sogar an die Trainerbank folgte, wo der Mannheimer sich mit einem nassen Schwamm etwas Erfrischung verschaffen wollte.

### Die 1950er Jahre
In den 1950ern konnten die Mannheimer diese Erfolge nicht mehr wiederholen – Besseres als ein dritter Oberliga-Platz in der Saison 1955/56 sprang nicht heraus –, und auch Rudolf de la Vigne, der in dieser Zeit nebenbei noch in der Tischtennisabteilung des VfR aktiv war, schoss nicht mehr ganz so viele Tore wie in seinen ersten Jahren; dafür waren nun neue Sturmkollegen wie Werner Baßler und Ernst-Otto Meyer zuständig. Im Sommer 1959, mit fast 39 Jahren, beendete de la Vigne seine Karriere. Er hat in den gut 12 Jahren beim VfR Mannheim insgesamt 317 Oberligaspiele absolviert und dabei 121 Tore erzielt. Diese Zahlen machen ihn zum Rekordspieler und zum zweitbesten Schützen seiner Mannheimer in deren Oberligazeit; er steht außerdem nach Einsätzen auf Platz 16 und nach Treffern auf Platz 9 aller Fußballer, die je in der Oberliga Süd gespielt haben.
De la Vigne, der übrigens sehr abergläubisch war – nur wenn sein VfR vor dem gegnerischen Team im Stadion ankam, war er zuversichtlich, dass das Spiel gewonnen werden könne, und er hat seine Mitspieler mit dieser Marotte regelrecht verrückt gemacht, wie er in einem späteren Interview bekannte –, bestritt auch einige Auswahlspiele, die in jener Zeit noch große Zuschauermassen anzogen. So stürmte er beispielsweise am 18. Mai 1949, fünf Tage vor der Gründung der Bundesrepublik, für Baden beim Länderpokalspiel gegen Pfalz-Rheinhessen; an diesem Wettbewerb beteiligten sich letztmals auch die Verbände der sowjetischen Besatzungszone. Und am 11. November 1950 spielte er für die süddeutsche Auswahl gegen den Südwesten. Elf Tage später, beim ersten Länderspiel der Nationalmannschaft nach acht Jahren internationaler Abstinenz, stand mit Richard Herrmann vom FSV Frankfurt allerdings ein anderer Linksaußen für (West-)Deutschland auf dem Rasen.

## Vereinsstationen als Spieler
- Deutscher Sportverein Böhmisch Leipa (als Jugendlicher)
- Deutscher Sportclub Haida (bis 1938 oder 1939, als Jugendlicher)
  - (strittig) Warnsdorfer Fußballklub (1938/39),[18] dann evtl. auch noch Nationalsozialistische Turngemeinde Warnsdorf (1939/40)[19]
  - (strittig) Sportverein Munster (1946)[20]
- Verein für Rasensport Mannheim (1946/47–1959)

## Leben nach der aktiven Zeit
De la Vigne, der zu der Generation gehört, der durch Nationalsozialismus und Krieg ein Teil ihrer Jugend gestohlen wurde, blieb dem Fußball auch anschließend verbunden: einige Jahre arbeitete er als Trainer, unter anderem für SV Phönix Ludwigshafen in der Oberliga Südwest (1960–1962) und die Sportfreunde Dossenheim. Außerdem spielte er gelegentlich noch mit der 1949er Traditionsmannschaft und traf sich regelmäßig in der Vereinsgaststätte mit anderen Angehörigen der VfR-„Kameradschaft der Alten“. Daneben führte er bis 1985 seinen Tabakladen in den „Quadraten“ weiter und setzte sich dann mit seiner Frau Margit in Dossenheim an der Bergstraße zur Ruhe. Den Weg seines VfR, der ab 1963 nie wieder erstklassig spielte, hat er weiterhin über viele Jahre engagiert verfolgt. Ende Januar 2004 ist er nach langer Krankheit, 83-jährig, als letzter des „Meistersturms“ von 1949 verstorben.